# Ракетни мотор
Ракетни мотор је тип млазног мотора који користи само понету масу ракетног горива за формирање погона летелице великом брзином лета. Ракетни мотори производе потисак у складу са Њутновим трећим законом. Већина ракетних мотора су са унутрашњим сагоревањем, мада постоје и конструкције и без сагоревања (као што је са експанзијом хладног гаса). Ракетни мотори могу радити и у вакууму и на тај начин се могу користи за погон свемирских летелица и балистичких ракета. Они у ширем смислу припадају групацији млазних мотора, иако њихов рад није условљено везан за атмосферу. 
У поређењу са другим врстама авионских мотора, ракетни мотори имају највећи потисак, далеко су најлакши, али су најмање погонске ефикасности (имају најмањи специфични импулс). Идеални експанзиони гас је водоник, најлакши је од свих гасова, али хемијске ракете производе мешавину тежих врста, умањују брзину издувавања. Ракетни мотори су постали ефикаснији при великим брзинама лета (Оберов ефекат). Пошто не захтевају атмосферу, погодна су за примену за погон на веома великим висинама и у великом простору.

## Принцип рада
Ракетни мотори производе потисак избацивањем гасова, који су продукт сагоревања. Ти гасови су под високим притиском (10 до 300 бара) и са високом загрејаношћу, услед чега постижу велику брзину при истицању кроз профилисану млазницу, оптимизирано променљивих површина попречних пресека по дужини. Гас под високим притиском настаје сагоревањем чврстих или течних ракетних горива у комори за сагоревање. Гориво се састоји од смеше сагорљивих компоненти и оксидатора. Услед високог притиска и високе загрејаности гаса, у млазници се исти убрзава и тако се експанзијом његова потенцијална и топлотна енергија претварају у кинетичку. На издувном пресеку млазнице, гас постиже веома високу (чак надзвучну) брзину истицања. Услед тога процеса се ствара сила реакције (потисак), супротно усмерен од смера истицања гаса. Сагоревање се најчешће користи за оперативне ракете, за које су пожељни висока температура и притисак, са оптимизираном дугачком млазницом, за постизање веће брзине издувних гасова и боље термодинамичке ефикасности.
Алтернатива сагоревању је ракетни мотор са водом (као флуидом), који користи воду под притиском компримованог ваздуха, угљен-диоксида, азота, или ручним пумпањем за модел ракетног модела.

### Гориво
Ракетно гориво је сагорљива материја, која се обично чува у неком облику погонског резервоара, или у самој комори за сагоревање, пре него што почне сагоревати, па затим бива избачена из ракетног мотора у облику млаза врелих гасова, великом брзином за производњу потиска.
Најчешће се користе хемијска ракетна горива, која пролазе кроз процес хемијске реакције, продукт чега је врео гас који се користи за млаз велике брзине истицања из ракете, велике масе у јединици времена. Алтернативно, хемијска инертна реактивна маса може се загревати помоћу извора високе топлотне енергије преко измењивача топлоте, а затим се не користи комора за сагоревање.
Чврсто ракетно гориво се припрема као мешавина компоненти горива и оксидатора, а кућиште за складиштење тога горива је уједно и ефективно комора за сагоревање.

### Убризгавање горива
Код ракетног мотора са течним горивом, одвојене су компоненте горива и оксидатора. Мешају се у комори за сагоревање, где и сагоревају. Хибридни ракетни мотори користе комбинацију чврстих и течних или гасовитих горива. Обе врсте ракетних мотора (са течним горивом и хибридне), користе убризгаваче за убацивање флуидног горива у комору сагоревања. То је обично венац - низ једноставних рупа (млазнице) кроз које се убацује погонски флуид под притиском. Међусобни млазови горива се међусобно сударају па се разбијају на мање капљица које лакше сагоревају.

### Комора за сагоревање
Комора за сагоревање ракета са хемијским горивом је обични цилиндар, а носачи пламена се у њима ретко користе. Димензије цилиндра су такви да погонско гориво може темељно да сагорева. Различита ракетна погонска горива захтевају различите величине коморе за сагоревање, за оптималан процес. Решење овог проблема води до увођења броја {\displaystyle L^{*}}:
| Ракетни мотор са чврстим горивом. |

Комбинација температуре и притиска постиже се у комори за сагоревање и је обично су екстремни по свим стандардима. За разлику од млазних мотора који усисавају ваздух, присутан је азот али не из атмосфере да ублажи и хлади сагоревање, а температура може да достигне праве стехиометријске односе. Ово, у комбинацији са високим притисцима, значи да је степен провођења топлоте врло висок, кроз зидове мотора.

### Млазница
Врелом гасу, произведеном у комори за сагоревање, омогућено је да истиче кроз отвор ("грло"), а затим кроз дивергентни део, експанзионог проширења. Када је обезбеђен довољан притисак у млазници (око 2,5-3 пута од околног притиска), постиже се надзвучна брзина са драматичним убрзавањем гаса, услед претварања вишка топлотне у кинетичку енергију. Брзине издувних гасова варирају, зависно од пројектованог коефицијента ширења млазнице, брзине издувних гасова су обично око десет пута веће од брзине звука у ваздуху на нивоу мора. Око половине потиска ракетног мотора долази од разлике расподеле притиска унутар коморе за сагоревање, а остатак долази од дејства услед расподеле притиска у унутрашњости млазнице (види дијаграм). Како се гас адијабатски шири притисак делује на зидове млазнице и интегрише се у укупан потисак ракетног мотора у једном смеру, док је убрзање гаса у другом.

#### Повратни притисак и оптимално ширење
За оптималне перформансе ракетног мотора, требало би притисак гаса на крају млазнице да се изједначи са притиском околине. У случају да је притисак издувних гасова нижи од околног, онда ће потисак бити умањен, а ако је притисак већи, онда се део енергије губи.
Да би се одржао овај идеални услов једнакости, између излазног притиска издувних гасова и околног, пречник млазнице би требало да се повећа на надморској висини лета (употребе мотора) и дужа млазница деловали би на смањење излазног притиска и температуре. Ово промену геометрије млазнице, тешко је реализовати на лак начин, иако се то рутински ради на другим врстама млазних мотора. Код ракетног мотора се компромисно усваја фиксна млазница, са свесним смањењем перформанси у атмосферском простору. Било је много покушаја да се реши овај проблем и да се једнако побољшају перформансе у целој анвелопи лета (рада мотора). Резултат су разни егзотични пројекти млазница: „плуг млазнице” и „степенасте млазнице”. Предложене млазнице се шире и сужавају (променљивог су пресека), у функцији промени притиска окружења, у циљу оптимизације потиска са променом висине лета.
Када су исцрпљена могућност у снижавању притиска, неколико питања јављају. Један је сама тежина млазнице-иза одређене тачке условљавања пројекта, за специјалне летелице, последице екстремне тежине млазнице надмашује било какав добитак у потиску. Друго, пошто се издувни гасови шире адијабатски и у млазници се екстремно хладе, неке од хемикалија може да се замрзне, производи снег и лед на летелици. Ово изазива нестабилност у млазу гаса па и раду мотора, те се мора избећи.
У Де Лаваловој млазници, издувне струјнице гаса ће доћи у његов изразито проширени део. Пошто се при томе те струјнице гаса могу различито формирати, у односу на осу мотора, може се појавити бочна сила и иста пренети на мотор. Ова непожељна сила се може мењати, током времена и довести до проблема управљања при лансирању летелице.
Савремени пројекат компензације промене висине лета, као што су са променљивим пресеком (може и покретним конусом, као код усисника авиона — пример МиГ-21), покушај је да се минимизирају губици перформанси прилагођавајући се потребним различитим односом проширења, према промени висине лета.

### Погонска ефикасност
За ракетни мотор је битна погонска ефикасност, неопходно је створити максимални притисак на зидове коморе за сагоревање и млазнице, пошто је то извор потиска. Ово се све може постићи:
- сагоревањем горива и при томе постизати могућу високу температуру (применом високо енергетског горива, које садржи водоник и угљеник и понекад метале као што су алуминијум, или чак употребом нуклеарне енергије)
- користећи мале специфичне густине гаса (као што је водоник)
- користећи гориво које се једноставно разлаже на молекуле са више степени слободе како би се повећала брзина струјања гаса.

Претходно утиче на погонску ефикасност. Притисак је пропорционалан ефикасности, стварајући потисак који гура мотор напред. По Њутновом трећем закону притисак активно убрзава гас, а реактивно делује на мотор у виду потиска. Брзина издувних гасова је одличан показатељ погонске ефикасности мотора. На њу се утиче конструктивним решењима, али се мора водити рачуна о рационалности конструкције, са аспекта повећања тежине, цене, сложености и сл.
Према аеродинамичким законима струјања флуида надзвучном брзином у најужем делу млазнице, (у „грлу”) изазива се нормални ударни талас (који може изазвати „загушење”). Пошто се брзина звука гасова повећава са квадратним кореном температуре, употреба врелих димних гасова у великој мери побољшава перформансе. Поређења ради, на собној температури је брзина звука у ваздуху око 340 m/s, док је у врућем гасу у ракетном мотору преко 1700 m/s. Поред овог приказа о утицају високе температуре, додатно је побољшање избором ракетног горива, са малом специфичном густином молекуларне масе, што доприноси повећању брзине у односу на ваздух.

Експанзија у млазници ракетног мотора допунски повећава брзину струјања флуида, обично у опсегу од 1,5 до 2 пута, формирајући потпуно паралелне хиперсоничне струјнице издувних гасова. Повећање брзине струјања у ракетној млазници, углавном је одређено повећањем односа површина њених попречних пресека у подручју на излазу и „грла”, али су такође важне и детаљне особине гаса. Већи однос површина млазнице доприноси повећању топлоте гасова и повећању издувне брзине.
|                                                               | {\displaystyle \quad \iff \quad } | Где су: - {\displaystyle F\mapsto } сила потиска (потисак) - {\displaystyle V_{e}\mapsto } брзина истицања гасова - {\displaystyle {\dot {m}}\mapsto } проток гаса у kg/s - {\displaystyle p\mapsto } притисак - {\displaystyle p_{e}\mapsto } притисак излазног млаза гаса - {\displaystyle p_{0}\mapsto } притисак у околном простору - {\displaystyle A_{e}\mapsto } површина излазног пресека млазнице (издувника) |
| Шематски приказ конструкције и принципа рада ракетних мотора. |                                   | |

## Перформансе
Ракетном технологијом, могу се истовремено комбиновати врло висок потисак, врло високе брзине издувних гасова (око 10 пута веће од брзине звука у ваздуху на нивоу мора) и врло висок однос потисак / тежина (> 100), као и могућности да раде изван атмосфере. Такође могућа је употреба и са малим притиском, а тиме и за погон лаких тенкова и других објеката.
Ракете се могу додатно оптимизирати за још екстремније перформансе уз један или више од ових праваца и на рачун других.

### Специфични импулс
Најважније показатељ за ефикасност ракетног мотора је специфични импулс, који представља дужину времена трајања једног килограма масе горива, за потисак од једног Њутна (обично написан {\displaystyle I_{sp}}). Пожељно је да мотор даје велику специфични импулс, те се и врши оптимизација пројектовања у томе смеру. 
Специфични импулс који се може постићи је првенствено у функцији погонског горива (на крају је ограничен његовим могућностима), али практична ограничења су у домену притиска и односа површина на попречним пресецима млазница, у контексту оптималне измене његове геометрије, што ће ограничити потенцијално остварљиве перформансе.
Укупни импулс је:

{\displaystyle \ I=\ F\cdot \Delta t=\int F\cdot \delta t=\int {\dot {m}}\cdot V_{eq}\cdot \delta t=\ m\cdot V_{eq}\quad \longmapsto \quad \ V_{eq}\mapsto } еквивалент брзине 

Специфични импулс за ракетни мотор је:

{\displaystyle \ I_{sp}={\frac {I}{G}}={\frac {I}{m\cdot g_{0}}}={\frac {V_{eq}}{g_{0}}}\quad \longmapsto \quad \ I_{sp}={\frac {F}{{\dot {m}}\cdot g_{0}}}\quad \left[{\frac {\frac {kg\ m}{s^{2}}}{{\frac {kg}{s}}{\frac {m}{s^{2}}}}}\right]\quad \longmapsto \quad \ I_{sp}={\frac {F}{{\dot {m}}\cdot g_{0}}}\quad [s]}

{\displaystyle \ g_{0}\mapsto } стандардна гравитација
Потисак је:

{\displaystyle \ T=\ F}
Еквивалент брзине је:
- {\displaystyle \ V_{eq}=\ V_{e}+{\frac {(p_{e}-p_{0})\cdot A_{e}}{\dot {m}}}\mapsto } — за ракетни мотор

| Специфични импулс                                                    |
| {\displaystyle \ I_{sp}={\frac {T}{{\dot {m}}\cdot g_{0}}}\quad [s]} |

### Потисак
Потисак је настаје у складу са Њутновим трећим законом.
| {\displaystyle \qquad \ \qquad }                                                        |
| Модели за математичко дефинисање потиска ракетних мотора, са чврстим и течним горивом.. |

Количина потиска, коју производи ракетни мотор, зависи од количине кретања кроз њега, излазне брзине издувних гасова и притиска на излазу из млазнице. Све наведене променљиве зависе од пројекта млазнице. Пожељно је да притисак на излазу буде једнак притиску слободно простора околине, што је идеално. Имајући у виду речено, дужа верзија генерализоване једначине за потисак састоји се из два доприноса:
- реакције од измене количине кретања гаса и
- услед дејства разлике гаса на пресеку издувника и у слободном околном простору.

Према томе, једначина за силу потиска {\displaystyle \ F}, за коју се у ваздухопловству користи термин потисак {\displaystyle \ T}, има облик:
| Потисак је: | {\displaystyle \ T={\dot {m}}\cdot V_{e}+\left(\ p_{e}-\ p_{0}\right)\cdot \ A_{e}} — Коришћени параметри у једначини су објашњени у претходном тексту и цртежима. |